# Олимпиадные математические задачи
Олимпиадные задачи в математике — термин для обозначения круга задач, для решения которых нет готовых (и ранее изученных) алгоритмов и часто требуется оригинальный, нешаблонный подход.

## Описание
Олимпиадные задачи получили своё название от математических олимпиад  — популярных соревнований школьников и студентов. Олимпиадные задачи отличает нестандартность решений и отсутствие готового шаблона. Цель создания задач этой категории — воспитание в будущих математиках таких качеств как творческий подход, нетривиальное мышление, умение подойти к проблеме с разных сторон. Не случайно академик А. Н. Колмогоров в своей речи на открытии сравнил работу математика с «чередой решения (порою больших и трудных) олимпиадных задач».
Внешняя простота олимпиадных задач — их формулировки и решения должны быть понятны любому школьнику — зачастую обманчива. Лучшие олимпиадные задачи затрагивают глубокие проблемы из самых разных областей математики. Иногда этой кажущейся простотой пользовались не по назначению: во времена СССР на приёмных экзаменах в ВУЗы с помощью таких задач отсеивали абитуриентов нежелательных национальностей. Неудивительно, что олимпиадные задачи из арсенала таких приёмных комиссий стали называть «гробами».
Победители и призёры математических олимпиад имеют льготы при поступлении во многие ВУЗы.
Решение олимпиадных задач может потребовать существенного количества времени даже от сильного (но ненатренированного на их решение) профессионального математика.
Олимпиадные задачи можно найти в Интернете, в периодических изданиях (журналы Квант, Квантик, Математическое просвещение), а также в виде отдельных сборников. Они широко используются в работе математических кружков, заочных школ и для таких математических соревнований как олимпиады, турниры городов и математические бои.
Большой вклад в популяризацию методов решения олимпиадных задач внесли публикации журнала «Квант», книги серий «Популярные лекции по математике», «Библиотека математического кружка», сборники олимпиадных задач, выпускавшиеся издательствами «Наука», «Просвещение», переводные — издательством «Мир», и другие книги, а также многочисленные веб-сайты, посвящённые олимпиадным задачам.

## Примеры
Задача олимпиадного типа, известная со времён Евклида:

Доказать, что существует бесконечно много простых чисел.

Задача решается методом от противного. Предположив, что простых чисел конечное число N, рассматриваем число, следующее за их произведением {\displaystyle (\prod _{i=1}^{N}{p_{i}})+1}. Очевидно, что оно не делится ни на одно из использованных в произведении простых чисел, давая в остатке 1. Значит, либо оно само простое, либо оно делится на простое число, не учтённое в нашем (предположительно полном) списке. В любом случае, простых чисел, по крайней мере, N+1. Противоречие с предположением о конечности. Q.E.D.

## Тематика задач
Несмотря на уникальность отдельных олимпиадных задач, их полезно разделять по тематике. Разумеется, по определению, любой список тем будет неполным. В качестве "верхнего уровня" тематики можно использовать классификатор сайта ЗАДАЧИ:
- Алгебра и арифметика
- Логика и теория множеств
- Комбинаторика
- Геометрия
- Вероятность и статистика
- Математический анализ
- Информатика

Кроме деления по темам, для решения олимпиадных задач существует деление по методам решения.

## Методы, идеи, приёмы решения задач
Не существует единого универсального метода решения олимпиадных задач. Напротив, количество идей и приёмов постоянно растёт. Часто задачи можно решить разными методами или комбинацией методов. Иногда решение с виду несложной задачи может потребовать использования методов, характерных для серьёзных математических исследований. Ряд методов используются только для задач определенной тематики, но есть и "междисциплинарные".
Ниже приводится (по определению) неполный список методов, приёмов и идей, полезных при решении олимпиадных задач:
- Доказательство от противного
- Принцип Дирихле
- Замена алгебраической задачи геометрической или физической, <<выход в пространство>> для планиметрической задачи и т.п.
- Правило крайнего
- Решение задачи с конца
- Отыскание и конструирование контрпримеров
- Метод математической индукции
- Рекурсия
- Метод производящих функций
- Метод итераций
- Идея инварианта и полуинварианта
- Идея биекции между объектами
- Двойной подсчёт
- Поиск ранее решенных аналогичных задач
- Метод обобщений
- Вспомогательное построение
- Прыжки Виета
- Передача хода